# موفد (حفاش)

تعديل مصدري - تعديل

موفد هي إحدى قرى عزلة بني دهمان بمديرية حفاش التابعة لمحافظة المحويت، بلغ تعداد سكانها 497 نسمة حسب تعداد اليمن لعام 2004.